# Prix Wilson du joueur défensif de l'année
Les prix du joueur défensif Wilson de l'année (Wilson Defensive Player of the Year Award en anglais) sont une série de prix décernés annuellement depuis 2012 dans la Ligue majeure de baseball. 
Ces prix créés par la compagnie Wilson honorent différents joueurs de baseball pour la qualité de leur jeu défensif en se basant uniquement sur les statistiques sabermétriques relatives à la saison venant de se terminer, à l'instar des Prix Fielding Bible mais à l'opposé des Gants dorés annuellement présentés par leur compétiteur Rawlings. 

## Histoire
Lors des deux premières années où ces prix furent remis, en 2012 et 2013, les prix Wilson honoraient le meilleur joueur défensif de chacune des 30 équipes de la Ligue majeure de baseball au cours de la saison qui venait de se terminer. Deux autres prix étaient décernés : ceux des meilleurs joueurs défensifs toutes positions confondues et toutes équipes confondues dans la Ligue nationale et dans la Ligue américaine, les deux ligues qui composent le baseball majeur.
L'approche a été révisée pour 2014 : le meilleur joueur défensif est honoré à chaque position sur le terrain, sans distinction entre la Ligue américaine ou la Ligue nationale. De la même manière, un seul joueur défensif de l'année toutes positions confondues est honoré plutôt que deux.
Enfin, la meilleure équipe de l'année en défensive est honorée depuis la saison 2014.

### Sélection des gagnants
Inaugurés en 2012 par la compagnie Wilson, un équipementier sportif fabriquant entre autres des gants de baseball, les prix Wilson se veulent une réponse aux Gants dorés annuels commandités par le concurrent Rawlings. 
Les prix Wilson sont choisis en très grande partie d'après les statistiques sabermétriques analysant les performances défensives, ce que négligeaient de faire les Gants dorés de Rawlings. La création des prix Wilson force la main de Rawlings, qui collabore à partir de 2013 avec la Society for American Baseball Research afin d'inclure certains calculs sabermétriques dans son processus de sélection des gagnants. Ces derniers demeurent néanmoins à 75 pour cent votés par un panel d'entraîneurs,. 

## Liste des gagnants

### Joueur défensif de l'année, toutes positions confondues
Depuis 2014, un seul prix est remis, sans distinction de ligue (Américaine ou Nationale) ou de position sur le terrain.
| Année | Ligue(s)   | Gagnant           | Équipe                    | Position     |
| ----- | ---------- | ----------------- | ------------------------- | ------------ |
| 2012  | Américaine | Mike Trout        | Angels de Los Angeles     | Champ centre |
| 2012  | Nationale  | Michael Bourn     | Braves d'Atlanta          | Champ centre |
| 2013  | Américaine | Dustin Pedroia    | Red Sox de Boston         | Deuxième but |
| 2013  | Nationale  | Gerardo Parra     | Diamondbacks de l'Arizona | Champ droit  |
| 2014  | Majeures   | Jason Heyward     | Braves d'Atlanta          | Champ droit  |
| 2015  | Majeures   | Andrelton Simmons | Braves d'Atlanta          | Arrêt-court  |
| 2016  | Majeures   | Mookie Betts      | Red Sox de Boston         | Champ droit  |
| 2017  | Majeures   | Byron Buxton      | Twins du Minnesota        | Champ centre |

### Joueurs défensifs de l'année par position
Ces prix par positions n'existaient pas avant 2014.
| Année | Lanceur                     | Receveur                  | Premier but                     | Deuxième but             | Troisième but           | Arrêt-court                | Champ gauche             | Champ centre             | Champ droit               |
| ----- | --------------------------- | ------------------------- | ------------------------------- | ------------------------ | ----------------------- | -------------------------- | ------------------------ | ------------------------ | ------------------------- |
| 2014  | Johnny Cueto (Reds)         | Russell Martin (Pirates)  | Adrian Gonzalez (Dodgers)       | Ian Kinsler (Tigers)     | Juan Uribe (Dodgers)    | Andrelton Simmons (Braves) | Alex Gordon (Royals)     | Lorenzo Cain (Royals)    | Jason Heyward (Braves)    |
| 2015  | Jacob deGrom (Mets)         | Buster Posey (Giants)     | Paul Goldschmidt (Diamondbacks) | Dee Gordon (Marlins)     | Nolan Arenado (Rockies) | Andrelton Simmons (Braves) | Starling Marte (Pirates) | Kevin Pillar (Blue Jays) | Jason Heyward (Cardinals) |
| 2016  | Zack Greinke (Diamondbacks) | Buster Posey (Giants)     | Anthony Rizzo (Cubs)            | Dustin Pedroia (Red Sox) | Nolan Arenado (Rockies) | Brandon Crawford (Giants)  | Brett Gardner (Yankees)  | Kevin Kiermaier (Rays)   | Mookie Betts (Red Sox)    |
| 2017  | Tyler Chatwood (Rockies)    | Martín Maldonado (Angels) | Carlos Santana (Indians)        | DJ LeMahieu (Rockies)    | Nolan Arenado (Rockies) | Andrelton Simmons (Angels) | Alex Gordon (Royals)     | Byron Buxton (Twins)     | Yasiel Puig (Dodgers)     |

### Meilleure équipe de l'année en défensive
Ce prix n'existait pas avant 2014.
| Année | Équipe                    |
| ----- | ------------------------- |
| 2014  | Reds de Cincinnati        |
| 2015  | Diamondbacks de l'Arizona |
| 2016  | Giants de San Francisco   |
| 2017  | Dodgers de Los Angeles    |

### Gagnants par équipe
Ces prix ne sont plus remis après 2013.
| Équipe                    | Gagnant           | Position        |
| ------------------------- | ----------------- | --------------- |
| Angels de Los Angeles     | Mike Trout        | Champ centre    |
| Astros de Houston         | Justin Maxwell    | Champ extérieur |
| Athletics d'Oakland       | Josh Reddick      | Champ droit     |
| Blue Jays de Toronto      | Brett Lawrie      | Troisième but   |
| Braves d'Atlanta          | Michael Bourn     | Champ centre    |
| Brewers de Milwaukee      | Carlos Gómez      | Champ centre    |
| Cardinals de Saint-Louis  | Yadier Molina     | Receveur        |
| Cubs de Chicago           | Darwin Barney     | Deuxième but    |
| Diamondbacks de l'Arizona | Aaron Hill        | Deuxième but    |
| Dodgers de Los Angeles    | Matt Kemp         | Champ centre    |
| Giants de San Francisco   | Brandon Crawford  | Arrêt-court     |
| Indians de Cleveland      | Jason Kipnis      | Deuxième but    |
| Mariners de Seattle       | Brendan Ryan      | Arrêt-court     |
| Marlins de Miami          | Giancarlo Stanton | Champ droit     |
| Mets de New York          | David Wright      | Troisième but   |
| Nationals de Washington   | Adam LaRoche      | Premier but     |
| Orioles de Baltimore      | J. J. Hardy       | Arrêt-court     |
| Padres de San Diego       | Chase Headley     | Troisième but   |
| Phillies de Philadelphie  | Carlos Ruiz       | Receveur        |
| Pirates de Pittsburgh     | Andrew McCutchen  | Champ centre    |
| Rangers du Texas          | Adrián Beltré     | Troisième but   |
| Rays de Tampa Bay         | José Molina       | Receveur        |
| Reds de Cincinnati        | Brandon Phillips  | Deuxième but    |
| Red Sox de Boston         | Dustin Pedroia    | Deuxième but    |
| Rockies du Colorado       | Carlos González   | Champ gauche    |
| Royals de Kansas City     | Lorenzo Cain      | Champ centre    |
| Tigers de Détroit         | Austin Jackson    | Champ centre    |
| Twins du Minnesota        | Denard Span       | Champ centre    |
| White Sox de Chicago      | Alexei Ramírez    | Arrêt-court     |
| Yankees de New York       | Robinson Canó     | Deuxième but    |

| Équipe                    | Gagnant           | Position                |
| ------------------------- | ----------------- | ----------------------- |
| Angels de Los Angeles     | J. B. Shuck       | Champ gauche            |
| Astros de Houston         | Matt Dominguez    | Troisième but           |
| Athletics d'Oakland       | Josh Reddick      | Champ droit             |
| Blue Jays de Toronto      | Colby Rasmus      | Champ centre            |
| Braves d'Atlanta          | Andrelton Simmons | Arrêt-court             |
| Brewers de Milwaukee      | Carlos Gómez      | Champ centre            |
| Cardinals de Saint-Louis  | Yadier Molina     | Receveur                |
| Cubs de Chicago           | Darwin Barney     | Deuxième but            |
| Diamondbacks de l'Arizona | Gerardo Parra     | Champ droit             |
| Dodgers de Los Angeles    | Juan Uribe        | Troisième but           |
| Giants de San Francisco   | Gregor Blanco     | Champs centre et gauche |
| Indians de Cleveland      | Yan Gomes         | Receveur                |
| Mariners de Seattle       | Dustin Ackley     | Deuxième but            |
| Marlins de Miami          | Donovan Solano    | Deuxième but            |
| Mets de New York          | Juan Lagares      | Champ centre            |
| Nationals de Washington   | Denard Span       | Champ centre            |
| Orioles de Baltimore      | Manny Machado     | Troisième but           |
| Padres de San Diego       | Chris Denorfia    | Champ extérieur         |
| Phillies de Philadelphie  | Carlos Ruiz       | Receveur                |
| Pirates de Pittsburgh     | Russell Martin    | Receveur                |
| Rangers du Texas          | Craig Gentry      | Champs centre et gauche |
| Rays de Tampa Bay         | Evan Longoria     | Troisième but           |
| Reds de Cincinnati        | Jay Bruce         | Champ droit             |
| Red Sox de Boston         | Dustin Pedroia    | Deuxième but            |
| Rockies du Colorado       | DJ LeMahieu       | Deuxième but            |
| Royals de Kansas City     | Lorenzo Cain      | Champ centre            |
| Tigers de Détroit         | Austin Jackson    | Champ centre            |
| Twins du Minnesota        | Brian Dozier      | Deuxième but            |
| White Sox de Chicago      | Gordon Beckham    | Deuxième but            |
| Yankees de New York       | Robinson Canó     | Deuxième but            |